# Лаго-Мерин
Лаго-Мерин (исп. Lago Merín) — населённый пункт в восточной части Уругвая, в департаменте Серро-Ларго.

## География
Расположен на берегу озера Лагоа-Мирин, на границе с Бразилией, в 18 км к юго-востоку от города Рио-Бранко. Является летним курортом. В последнее время известен как центр кайтсёрфинга.

## Население
Население по данным на 2011 год составляет 439 человек.
| Год  | Население |
| ---- | --------- |
| 1963 | 67        |
| 1975 | 65        |
| 1985 | 110       |
| 1996 | 247       |
| 2004 | 327       |
| 2011 | 439       |

Источник: Instituto Nacional de Estadística de Uruguay